# James Thompson
Diego Thompson (Creetown, 1 de septiembre de 1788-Londres, 25 de febrero de 1854), fue un educador y pastor bautista escocés, que recorrió Latinoamérica en el siglo XIX para promover el sistema de educación lancasteriano en las nuevas naciones hispanoamericanas y para predicar el evangelio y los principios cristianos. En su labor como misionero, Thompson trajo la Biblia en la lengua de los pueblos americanos y promovió su lectura.

## Biografía
Nació en el puerto Cretown al noroeste de Escocia en el condado de Dumfries and Galloway. Sus padres fueron William Thompson y Janet Vurnet; él fue el tercer hijo de la pareja. Su padre fue director de una escuela y secretario del consistorio de la iglesia presbiteriana.
Estudió Idiomas y fue colportor (un difusor y vendedor Biblias y tratados) de la Sociedad bíblica británica. Durante las Guerras Napoleónicas entre Francia e Inglaterra, fueron encarcelados setenta oficiales franceses en el Castillo de Edimburgo, Thompson en su labor como pastor los visitó y les sirvió de intérprete. Después de la guerra, en 1807 su colega Roberto Haldano le pidió que lo acompañara en su labor misionera en Francia sin embargo se le cerró esa puerta y fijó su mirada hacia los países sudamericanos.

## En América del Sur
Se embarcó en 1816 desde la ciudad de Liverpool rumbo a Sudamérica, como misionero, para llevar el mensaje de Dios, y como educador para fundar escuelas públicas e implantar el Sistema de educación Lancaster creado por Joseph Lancaster (En que los alumnos más aventajados actúan como monitores para enseñar a leer y escribir a otros alumnos).
Thompson llegó al puerto argentino de Buenos Aires el 6 de octubre de 1818 en tiempos en que las naciones hispanoamericanas luchaban por su independencia, estableció muchas escuelas públicas, por eso el cabildo de Buenos Aires lo nombró director general de Escuelas en reconocimiento a su labor.
También recorrió la ciudad uruguaya de Montevideo donde estableció otra escuela. Promovió la lectura de la Biblia como libro de estudio. Empezó a predicar La Palabra de Dios y repartió ejemplares de la Biblia a la población, esto molestó a la Iglesia católica, ya que estaba prohibido que la Biblia fuera leída por el común de las personas, solo era permitido al clero, también porque la Biblia protestante, siguiendo el canon hebreo, no incorpora los libros deuterocanónicos como la versión católica. 
En 1820 fue invitado a Chile por el director supremo Bernardo O'Higgins, quien le ofreció 1200 pesos anuales para que fundara escuelas públicas en dicho país. Thompson aceptó la oferta; llegó en julio de 1821 a Chile, donde fue recibido por O'Higgins. El gobierno chileno le entregó las instalaciones de la Real Universidad de San Felipe y la habilitó para su nuevo uso. El Nuevo Testamento sirvió como libro de estudio y comenzó a predicar sobre la Biblia y de Dios en los colegios. Fundó dos escuelas en Santiago y una en Valparaíso durante el periodo del protector de escuelas Domingo Eyzaguirre. Thompson sufrió discriminación por parte del clero católico chileno por ser protestante. El 31 de mayo de 1822, antes de que Thompson se fuera de Chile, O'Higgins le otorgó la ciudadanía chilena por sus aportes.
En 1822 el General José de San Martín lo llamó para que aplicara en Perú el mismo sistema de educación. Llegó al puerto del Callao el 28 de junio de 1822 y fue recibido por Bernardo de Monteagudo. Llegó a Lima y se entrevistó con San Martín, quien lo recibió amistosamente. El 6 de julio se creó la primera Escuela Normal del Perú y Thompson fue nombrado como su director. El convento de Santo Tomas fue desalojado por decreto para que se fundara allí la nueva escuela. Vendió 500 biblias. Quiso traducir la Biblia a la lengua quechua para los peruanos que hablaban ese idioma y también al idioma aimara. Tras el avance realista Thompson partió a Trujillo donde se trasladó el gobierno peruano. Después de ser liberada la capital, nombrado el Congreso y disuelto el Senado, Thompson regresó a Lima. Empezó a traducir el Nuevo Testamento al quechua y en 1823 ya había traducido las dos Epístolas de san Pedro y Hechos de los Apóstoles. 
Thompson tuvo planes de fundar una escuela para mujeres. Conoció a Simón Bolívar que había llegado al Perú, eso fue muy favorable para Thompson porque Bolívar decreto que se establecieran escuelas públicas en cada capital provincial. Ya había terminado toda la traducción del Nuevo Testamento había dejado el manuscrito en manos de un amigo. Pero la única imprenta estaba en El Callao, esto le imposibilitó imprimirlo y lamentablemente la traducción se perdió.       
En 1824 viajó a la Gran Colombia donde lo recibe el general Francisco de Paula Santander. Se instala en Guayaquil a principios de octubre. Recorrió Quito, Popayán y Bogotá. En marzo de 1825 fundó la Sociedad Bíblica Colombiana. 
Regresó a Gran Bretaña a principios de abril y publicó: Letters on the moral and religiouns state of South America (Cartas sobre la moral y el estado religioso de Sudamérica). Estando en Inglaterra contrajo matrimonio con su prometida. Se encontró con el ex sacerdote boliviano Vicente Pazos Kanki que estaba exiliado en Inglaterra y representando los asuntos de la nueva nación andina, él sabía hablar quechua desde que era niño y aceptó la propuesta de Thompson de traducir el Nuevo Testamento, terminando la traducción en 1826. En 1828 fue publicado el Evangelio de Lucas.

## En México y el Caribe

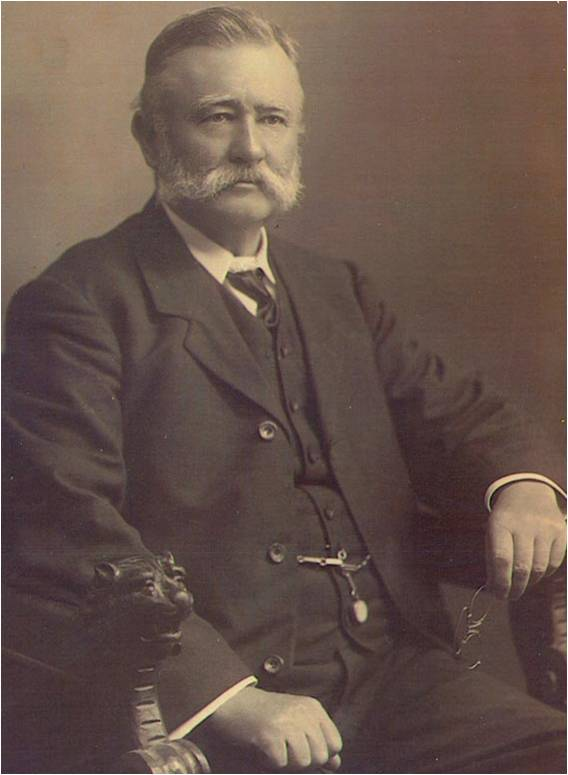
James Thompson en 1853

En 1827 por orden de las Sociedades Bíblicas Británicas viajó a México, llegando a Veracruz con su esposa el 2 de mayo y llevando consigo 300 ejemplares de La Biblia y 1000 del Nuevo Testamento para repartir. Entabló amistad con el político liberal y sacerdote mexicano José María Luis Mora, dos meses después pidió a Londres otros mil ejemplares de La Biblia y mil del Nuevo Testamento, a pesar de que la prensa y desde la iglesia católica se prohibía la lectura de La Biblia, algunos sacerdotes aceptaron la lectura de las sagradas escrituras y que se fundara las Sociedad Bíblica Mexicana. Mora dirigía el periódico El Observador de la República desde donde animó al pueblo a leer La Biblia y estudiarla.
Entre 1833 y 1837 viajó por el Mar del Caribe, visitó Haití donde recomendó a las Sociedad Bíblica en Londres traducir La Biblia al haitiano. Gracias a Thompson se fundó la Sociedad Bíblica de Haití, luego recorrió las antillas. En Cuba regaló biblias a los esclavos negros, pero las autoridades acusaron a Thompson de incitarlos a revueltas, por lo que tuvo que irse a Canadá, en 1838 comenzó a evangelizar a los indígenas chippewas.
Continuó su labor misionera en España. Gracias a sus esfuerzos se fundó la Sociedad Española de Evangelización en 1855.
En 1849 volvió a Inglaterra. Falleció en Londres en 1854, a los 66 años.